# Campionato del mondo di calcio da tavolo 2001
Il Campionato del mondo di calcio da tavolo 2001 si tenne a Porto (Portogallo).

## Medagliere
| Pos. | Paese      | Oro | Argento | Bronzo | Totale |
| ---- | ---------- | --- | ------- | ------ | ------ |
| 1    | Italia     | 3   | 2       | 3      | 8      |
| 2    | Portogallo | 3   | 1       | 4      | 8      |
| 3    | Belgio     | 2   | 3       | 2      | 7      |
| 4    | Francia    | 1   | 0       | 1      | 2      |
| 5    | Spagna     | 0   | 2       | 1      | 3      |
| 6    | Malta      | 0   | 1       | 1      | 2      |
| 7    | Austria    | 0   | 0       | 1      | 1      |
| -    | Canada     | 0   | 0       | 1      | 1      |

## Categoria Open

### Risultati

#### Individuale
Prima fase a gironi ed Eliminazione Diretta
| Oro     | Massimo Bolognino                 | Italia         |
| Argento | Massimiliano Nastasi              | Italia         |
| Bronzo  | Giancarlo Giulianini Ouabis Rouis | Italia Francia |

#### Squadre
Prima fase a gironi ed Eliminazione Diretta
| Oro     | Italia Giancarlo Giulianini, Massimo Bolognino, Massimiliano Nastasi, Stefano De Francesco Francesco Mattiangeli |                   |
| Argento | Belgio Frédéric Perdaens, David Ruelle, Gil Delogne, Valéry Dejardin, Fabian Brau                                | Belgio            |
| Bronzo  | Spagna ..., ..., ..., ... Portogallo ..., ..., ..., ...                                                          | Spagna Portogallo |

## Categoria Under19

### Risultati

#### Individuale
Prima fase a gironi ed Eliminazione Diretta
| Oro     | Nicolas Wlodarczyk         | Francia          |
| Argento | Carlos Flores              | Spagna           |
| Bronzo  | Tiago Sousa Alan Azzopardi | Portogallo Malta |

#### Squadre
Prima fase a gironi ed Eliminazione Diretta
| Oro     | Portogallo Nelson Fonseca, Vitor Lopes, Vitor Barros, Tiego Sousa | Portogallo |
| Argento | Spagna Carlos Flores, Alberto Mateos, Artur Martínez, Luis Mateos | Spagna     |
| Bronzo  | Belgio ..., ..., ..., ...                                         | Belgio     |

## Categoria Under15

### Risultati

#### Individuale
Prima fase a gironi ed Eliminazione Diretta
| Oro     | Simão Fonseca                  | Portogallo    |
| Argento | Samuel Bartolo                 | Malta         |
| Bronzo  | Giorgio Mazzeo Steven Delfosse | Italia Belgio |

#### Squadre
Prima fase a gironi ed Eliminazione Diretta
| Oro     | Belgio Nicolas Baccega, Arnaud Wehr, Steven Delfosse, Arnaud Nullens | Belgio     |
| Argento | Portogallo Edy Jorge, Simão Fonseca, Ricardo Barros, Edson Pires     | Portogallo |

## Categoria Veterans

### Risultati

#### Individuale
Prima fase a gironi ed Eliminazione Diretta
| Oro     | Renzo Frignani             | Italia        |
| Argento | Steve Grégoire             | Belgio        |
| Bronzo  | Massimo Conti David Baxter | Italia Canada |

#### Squadre
Prima fase a gironi ed Eliminazione Diretta
| Oro     | Belgio Fabrice Mazzaglia, Steve Grégoire, Marcel Lange, Jos Ceulemans | Belgio     |
| Argento | Italia Renzo Frignani, Enrico Tecchiati, Carlo Melia, Massimo Conti   | Italia     |
| Bronzo  | Portogallo ..., ..., ..., ...                                         | Portogallo |

## Categoria Femminile

### Risultati

#### Individuale
Prima fase a gironi ed Eliminazione Diretta
| Oro     | Carla Conceição                    | Portogallo          |
| Argento | Aurélie Lucq                       | Belgio              |
| Bronzo  | Vania Conceição Michaela Gaberszig | Portogallo Germania |